# سي جي آي:آي آر سي
سي جي آي:آي آر سي هو برنامج دردشة آي آر سي يتيح الدخول من المتصفح. برمج عبر لغتي بيرل و سي جي آي

## مميزات
- يعمل على جميع أنواع المتصفحات تقريبا.
- دعم التبويب.
- دعم اختصارات لوحة المفاتيح.

## وصلات خارجية
- سي جي آي:آي آر سي على موقع Free Software Directory (الإنجليزية)
- سي جي آي:آي آر سي على موقع SourceForge (الإنجليزية)
- موقع سي جي آي:آي آر سي.